# Marco Pascolo
Marco Pascolo (Sion, 9 de maig de 1966) és un futbolista suís retirat que jugava com a porter. La seva carrera transcorregué majoritàriament al futbol suís. Començà al FC Sion i el 1989 fitxà pel Neuchâtel Xamax. Els clubs on jugà més temporades foren Servette FC i FC Zürich. També jugà breument a Itàlia i Anglaterra, als clubs Nottingham Forest i Cagliari Calcio. Fou 55 cops internacional amb Suïssa entre 1992 i 2001. Participà en la Copa del Món de 1994 i a l'Eurocopa de 1996.

## Estadístiques
| Temporada | Club                 | País       | Partits | Gols |
| --------- | -------------------- | ---------- | ------- | ---- |
| 1986/87   | FC Sion              | Suïssa     | 1       | 0    |
| 1987/88   | FC Sion              | Suïssa     | 13      | 0    |
| 1988/89   | FC Sion              | Suïssa     | 3       | 1    |
| 1989/90   | Neuchâtel Xamax      | Suïssa     | 18      | 0    |
| 1990/91   | Neuchâtel Xamax      | Suïssa     | 34      | 0    |
| 1991/92   | Servette FC          | Suïssa     | 35      | 0    |
| 1992/93   | Servette FC          | Suïssa     | 36      | 0    |
| 1993/94   | Servette FC          | Suïssa     | 35      | 0    |
| 1994/95   | Servette FC          | Suïssa     | 35      | 0    |
| 1995/96   | Servette FC          | Suïssa     | 35      | 0    |
| 1996/97   | Cagliari Calcio      | Itàlia     | 14      | 0    |
| 1997/98   | Nottingham Forest FC | Anglaterra | 5       | 0    |
| 1998/99   | FC Zürich            | Suïssa     | 12      | 0    |
| 1999/00   | FC Zürich            | Suïssa     | 34      | 0    |
| 2000/01   | FC Zürich            | Suïssa     | 34      | 0    |
| 2001/02   | FC Zürich            | Suïssa     | 35      | 0    |
| 2002/03   | Servette FC          | Suïssa     | 27      | 0    |